# Price Tag
Price Tag е вторият сингъл на британската изпълнителка Джеси Джей, издаден през януари 2011 г.
Той е част от нейния дебютен албум – Who You Are, който излиза само един месец по-късно.